# Notvarp (sjö)
Notvarp är en sjö i Gotlands kommun i Gotland och ingår i Gothemån-Snoderåns kustområde.